# Schutzmannschaft
Schutzmannschaft (Schuma, pol. Bataliony Ochrony albo Bataliony Policyjne) znana też jako policja czarna – ochotnicze oddziały policji pomocniczej, działające po ataku III Rzeszy na ZSRR na okupowanych przez III Rzeszę terenach ZSRR w jego granicach z 21 czerwca 1941. 
Były one złożone głównie z ochotników cudzoziemskich lub jeńców, i podporządkowane niemieckiej policji porządkowej (Ordnungspolizei). Zostały utworzone na podstawie rozkazów Reichsführera-SS z 25 lipca i 31 sierpnia 1941. Kurt Daluege w swoim okólniku z 6 listopada 1941 wyjaśnił, że całość miejscowej policji na obszarach sowieckich to Schutzmannschaften.

## Historia

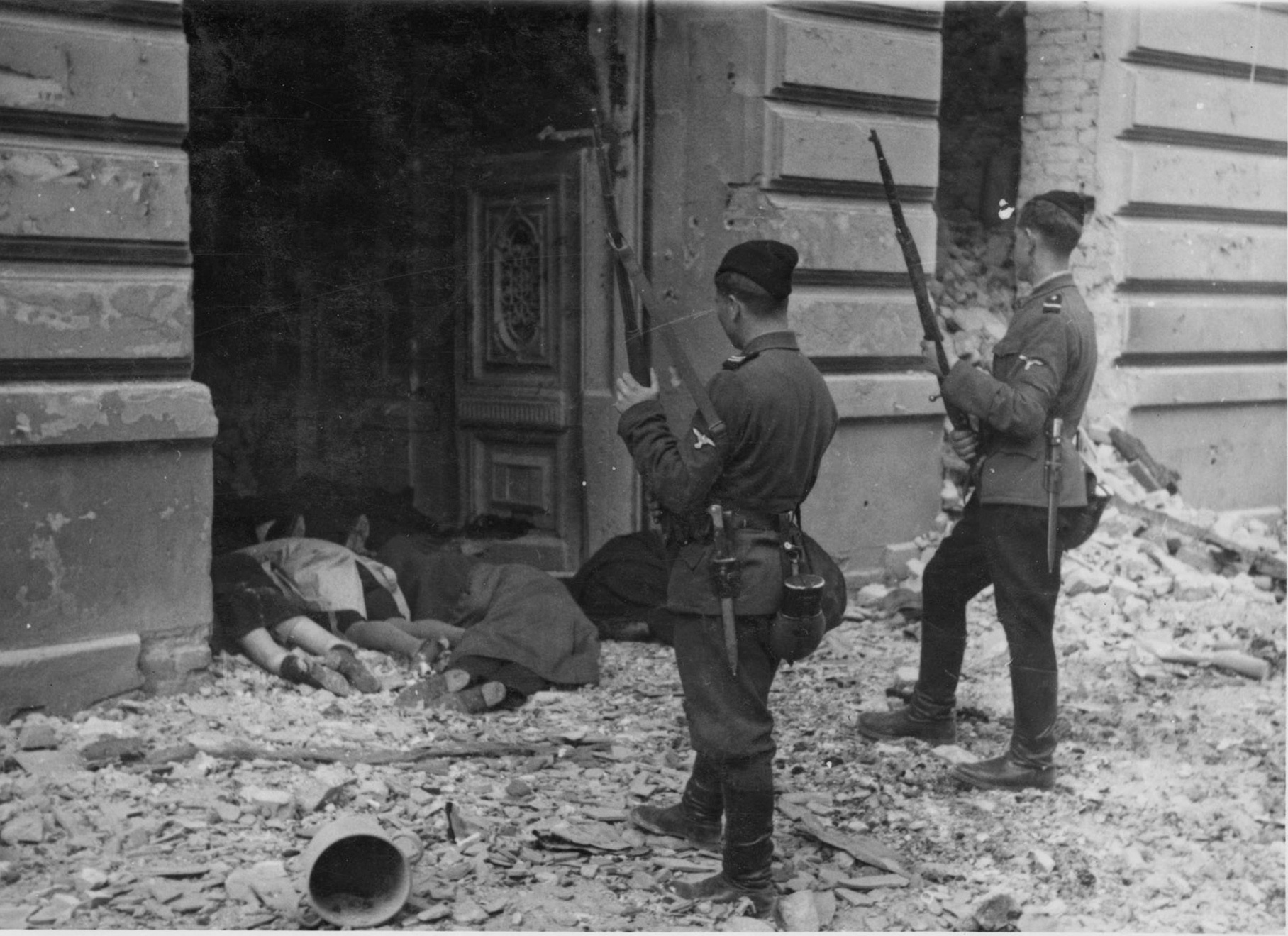
Wspólna akcja Schutzmannschaft i policji niemieckiej w czasie tłumienia powstania w getcie warszawskim, zdjęcie z raportu Jürgena Stroopa

Powstanie formacji ogłosił Reichsführer-SS Heinrich Himmler 25 lipca 1941, a podstawę prawną i status w formacjach policyjnych III Rzeszy zapewnił minister spraw wewnętrznych III Rzeszy dnia 4 listopada 1941. Służba w Schutzmannschaft dzieliła się na indywidualną (Einzeldienst), gdzie policjanci obsadzali posterunki zarówno w miastach jak i na wsi; posterunki miejskie podlegały Policji Ochronnej (Schutzpolizei) a wiejskie żandarmerii (Gendarmerie), oraz na służbę w skoszarowanych batalionach policyjnych.
Pod koniec 1942 roku liczebność Schutzmannschaft na okupowanym terytorium ZSRR wyniosła 290 976 policjantów, w tym 29 217 pełniących indywidualną służbę w miastach, 223 787 służących w posterunkach wiejskich oraz 47 972 członków batalionów policyjnych.
W sierpniu 1942 Hermann Göring zażądał tworzenia batalionów policyjnych w okupowanych: Holandii, Norwegii, Belgii i Francji. Uważał on, że po wysłaniu na wschód będą one musiały walczyć z partyzantami, ponieważ porozumienie czy zbratanie będzie niemożliwe. Mimo poparcia Heinricha Himmlera i Gottloba Bergera, sceptycznie do tej idei odniósł się Hans Rauter. Również w większości innych krajów nie doszło do utworzenia takich oddziałów. Jednak z części krajów okupowanych przez III Rzeszę niemieckie władze okupacyjne wysyłały lokalne bataliony policji poza granice administracyjne zarządzanych krajów. Dotyczyło to m.in. Protektoratu Czech i Moraw, okupowanej Łotwy, Luksemburga i Generalnego Gubernatorstwa. 
Służba w batalionach opierała się na rocznych kontraktach podpisywanych przez ochotników. Funkcjonariusze Schutzmannschaften na ogół oprócz wyżywienia, umundurowania i wynagrodzenia, mieli także udział w zdobyczach. Jednostki te były używane do akcji przeciwpartyzanckich oraz pacyfikacji ludności cywilnej, w czasie których popełniono wiele zbrodni.

## Wyposażenie i umundurowanie
Każdy batalion składał się z dowództwa oraz 3-4 kompanii po 124 policjantów. Kompania składała się z plutonu karabinów maszynowych oraz 3 plutonów piechoty, uzbrojonych głównie w broń radziecką (np. karabiny Mosin). 
Umundurowanie: bluzy mundurowe, koszule i spodnie czarne, emblemat narodowy batalionu na prawym rękawie. Część batalionów używała jednak innego umundurowania (głównie dawniej należącego do Armii Czerwonej).

## Stopnie[5]
Od najwyższego:

### Generałowie
- Chef der Ordnungspolizei
- Generaloberst der Polizei
- General der Polizei
- Generalleutnant der Polizei
- Generalmajor der Polizei
- Polizeipräsident

### Oficerowie
- Oberst
- Oberstleutnant
- Major
- Hauptmann, Bezirkhauptmann
- Oberleutnant
- Leutnant

### Podoficerowie
- Meister
- Hauptwachmeister
- Ravieroberwachmeister
- Oberwachmeister
- Wachmeister

### Szeregowi
- Rottwachmeister
- Unterwachmeister
- Anwärter
- Hilfspolizist

## Bataliony Schutzmannschaft według narodowości

### Białoruski
- 13 Białoruski Batalion Policyjny SS

### Litewskie
- Bataliony 1, 2, 3, 4, 5, 6, 7, 8, 9, 10, 11, 12, 14, 15, 241, 242, 243, 250, 251, 252, 253, 254, 255, 256, 257, 301, 302, 303, 304, 305, 306, 307, 308, 309, 310, 321.

### Łotewskie
- Bataliony 16, 17 (Vidzeme), 18 (Kurzeme), 273, 276, 277, 278, 279, 280, 281, 282, batalion Liepaja.

### Polski
Bataliony: 107, 202, 104, 102 (od 1943 roku).

### Tatarskie
- Bataliony 147, 148, 149, 150, 151, 152, 153, 154, 155.

### Ukraińskie
- Bataliony 102, 105, 106, 108, 109, 110, 111, 113, 114, 115, 116, 117, 118, 119, 120, 121, 122, 123, 124, 125, 126, 129, 130, 131, 134, 135, 136, 137, 138, 139, 140, 143, 144, 145, 146, 157, 158, 159, 160, 161, 201.